# Municipio de Stockholm (Dakota del Sur)
El municipio de Stockholm (en inglés: Stockholm Township) es un municipio ubicado en el condado de Grant en el estado estadounidense de Dakota del Sur. En el año 2010 tenía una población de 88 habitantes y una densidad poblacional de 0,97 personas por km².

## Geografía
El municipio de Stockholm se encuentra ubicado en las coordenadas 45°6′18″N 96°49′27″O / 45.10500, -96.82417. Según la Oficina del Censo de los Estados Unidos, el municipio tiene una superficie total de 91.09 km², de la cual 90,54 km² corresponden a tierra firme y (0,61 %) 0,55 km² es agua.

## Demografía
Según el censo de 2010, había 88 personas residiendo en el municipio de Stockholm. La densidad de población era de 0,97 hab./km². De los 88 habitantes, el municipio de Stockholm estaba compuesto por el 100 % blancos. Del total de la población el 0 % eran hispanos o latinos de cualquier raza.